# Четрнаеста приморско-горанска бригада
Четрнаеста приморско-горанска бригада НОВЈ (позната и под именима: Друга бригада Пете оперативне зоне НОВ и ПОХ и Друга бригада 13. дивизије НОВЈ) формирана је 26. новембра 1942. године у селу Дрежници код Огулина од јединица Другог приморско-горанског партизанског одреда и батаљона „Матија Губец“ Првог приморско-горанског партизанског одреда. Имала је три батљона са 599 бораца наоружаних са 475 пушака и 11 пушкомитраљеза.

## Борбени пут бригаде
После формирања учествовала је 9. децембра у заузимању Гомирја, а 17. децембра и Равне Горе. Током децембра је на железничкој прузи вршила дивезије на прузи Огулин-Сушак. У првој поливини јануара 1943, садејствовала је Осмој дивизији НОВЈ у чишћењу четника у Плашћанској долини. У другој половини јануара и фебруара водила је борбе у рејону Плашког, код Личке Јесенице, Тоуњског Тржића, Тоболића, Пријебоја, Коренице, Оточца, те на Пљешевици. У другој половини фебруара пребачена је из Лике у Горски котар, у рејон Равне Горе. Пошто су јаке италијанске снаге са око 2,500 четника почеле 7. марта напад на слободну територију Горског котара, бригада се из рејона Равне Горе пребацила на железничку пругу Огулин-Гомирје-Врбовско, где је ноћу 8/9. марта порушила пругу на више места, 9. марта одбила напад око 500 четника, а потом се пребацила у шири рејон Бриња, где је од 25. марта до 2. априла нападала делове италијанске дивизије „Ре“; под притиском бригаде 2. пешадијски пук дивизије „Ре“ био је принуђен да напусти Бриње и Жуту Локву. У другој половини априла ушла је у састав новоформиране Тринаесте приморско-горанске дивизије НОВЈ, а 17. маја преименована је у Другу бригаду 13. дивизије НОВЈ. Бригада је 17. маја код Гомирја напала и уништила воз од 24 вагона; тада је погинуло око 100, а заробљено 43 италијанска војника, домобрана и усташа. јачи делови италијанске дивизије „Ломбардија“ из Карловца и дивизије „Мацерата“ из Огулина, ојачани 10. усташком бојном и четницима извршили су 10. маја концентрични напад на бригаду у троуглу Карловац-Врбовско-Огулин; бригада се после тродневних борби 22. маја пребацила код Гомирја преко пруге Огулин-Сушак и вратила у Горски котар , а потом упутила у рејон Бриња, гд еје до почетка септембра водила непрекидне борбе против италијанске дивизије „Мурђе“ и усташко-домобранских и четничких снага у одбрани Брињске котлине. Током септембра је чистила Сењску долину и град Сењ од италијанских јединица и разоруђала италијанску дивизију „Мурђе“. Ослободила је Карлобаг 3. октобра где је заробила 19. усташку бојну. У октобру је водила тешке одбрамбене борбе против немачке дивизије „Херман Геринг“ код Фужина, Хрељина, Бриња, Леденица, Огулина, Равне Горе и Герова. Новембра 1943, била је стављена под команду Оперативног штаба за Лику и до краја јануара 1944. водила борбе с немачким и усташко-домобранским снагама око Госпића, Грачаца, Метка, Дивосела, Почитеља, Барлета, Рамљана, Думана, Модруша, Дабра и Језерана. У јануару 1944. враћена је у састав 13. дивизије НОВЈ и до средине априла водила борбе против делова немачке 392. легионарске дивизије, усташа и домобрана код Бриња, Прокика, Тужевића, Кривог Пута, Алана, Хрељина, Пласа, Злобина и Мишковице. У међувремену је 13/14. марта, заједно с Првим приморско-горанским партизанским одредом, заузела Гомирје, пошто се претходно немачка и четничка посада повукла у Огулин, одбијајући од 18. до 20. априла нападе јаких немачких и усташких снага, 26. априла водила жестоке борбе око Дрежнице, а затим у рејону Босиљева, Гробника и Злобина. Због отежаног снабдевања на том подручју, бригада се у првој половини јуна налазила у ширем рејону Карловца, 30. јуна учествовала у ослобођењу Босиљева, а 13. јула у ослобођењу Дрежнице.
Средином 1944, у свом је саставу имала 4 батаљона, пратећу чету, чету за везу, извиђачки и сантиетски вод, вод ловаца тенкова и летећу ударну групу, с укупно 1155 бораца наоружаних са 621 пушком, 32 аутомата, 36 пушкомитраљеза, 6 митраљеза, 4 минобацача, 1 противтенковским топом и 68 пиштоља.
Од августа до октобра 1944. године, дејствовала је на комуникација Огулин-Бриње-Сењ-Краљевица и Огулин-Сушак. У међувремену, 9. августа поновно је заузела Босиљево, 15. септембра на аеродрому на Гробничком пољу (код Сушака) разбила сатнију Посадне бојне 3. усташког здруга и уништила један авион, 15 барака и касарну, а 23. септембра водила жестоку борбу у Злобину против делова 846. пука немачке 392. легионарске дивизије. Почетком новембра 1944, била је упућена из Дрежнице у Лику, где је до средине марта 1945. водила борбе код Коренице, Ловинца, Обровца, Грачаца, Госпића и Перушића. Од друге половине марта до краја рата учествовала је у борбама ослобођењу Лике, Хрватског приморја, Горског котара и једног дела Словеније.